# Kropierz

Kropierz Jana Kazimierza Wittelsbacha

Kropierz – okrycie z tkaniny na konia, zakrywające go z wyjątkiem pyska, ogona i dolnych partii kończyn.

## Historia
Znany był już w starożytności na Bliskim Wschodzie, kiedy to jako pikowany lub ponaszywany płytkami z metalu, rogu czy kości pełnił rolę zbroi końskiej. Używany był m.in. przez klibanariuszy i katafraktów. W średniowiecznej Europie pojawił się w XII wieku jako odpowiedź na służące technice wojennej wynalazki (m.in. kusze, buzdygany, nadziaki, hełmy garnczkowe), w większości przywiezione przez uczestników pierwszych krucjat.

## Budowa
Kropierz wykonywano z miękkiego materiału, o odpowiedniej kolorystyce. Składał się z dwóch części:
- okrywającej głowę i szyję – okrywał całą szyję i głowę, posiadał otwory na uszy, oczy i pysk. Ogłowie konia umieszczano pod materiałem.
- okrywającej tułów konia – był to luźny fartuch zwisający do nóg konia. Umieszczano również otwór na ogon.

Zazwyczaj również wodze wykonywano w kolorystyce identycznej, co kropierz.
Jeżeli koń posiadał zbroję, kropierza nie stosowano lub okrywano nim zbroję.

## Zastosowania
Jego pierwotną funkcją była ochrona koni przed udarem słonecznym i zapaleniami oczu, co zdarzało się dość często, gdyż konie krzyżowców nie były przyzwyczajone do gorącego klimatu Syrii i Palestyny. W Europie ten praktyczny wymiar stracił znaczenie, ale kropierz został szybko przyjęty jako dobre pole do umieszczania herbów rycerskich – obok proporców, tarcz i tunik nakładanych na zbroje.

## Galeria

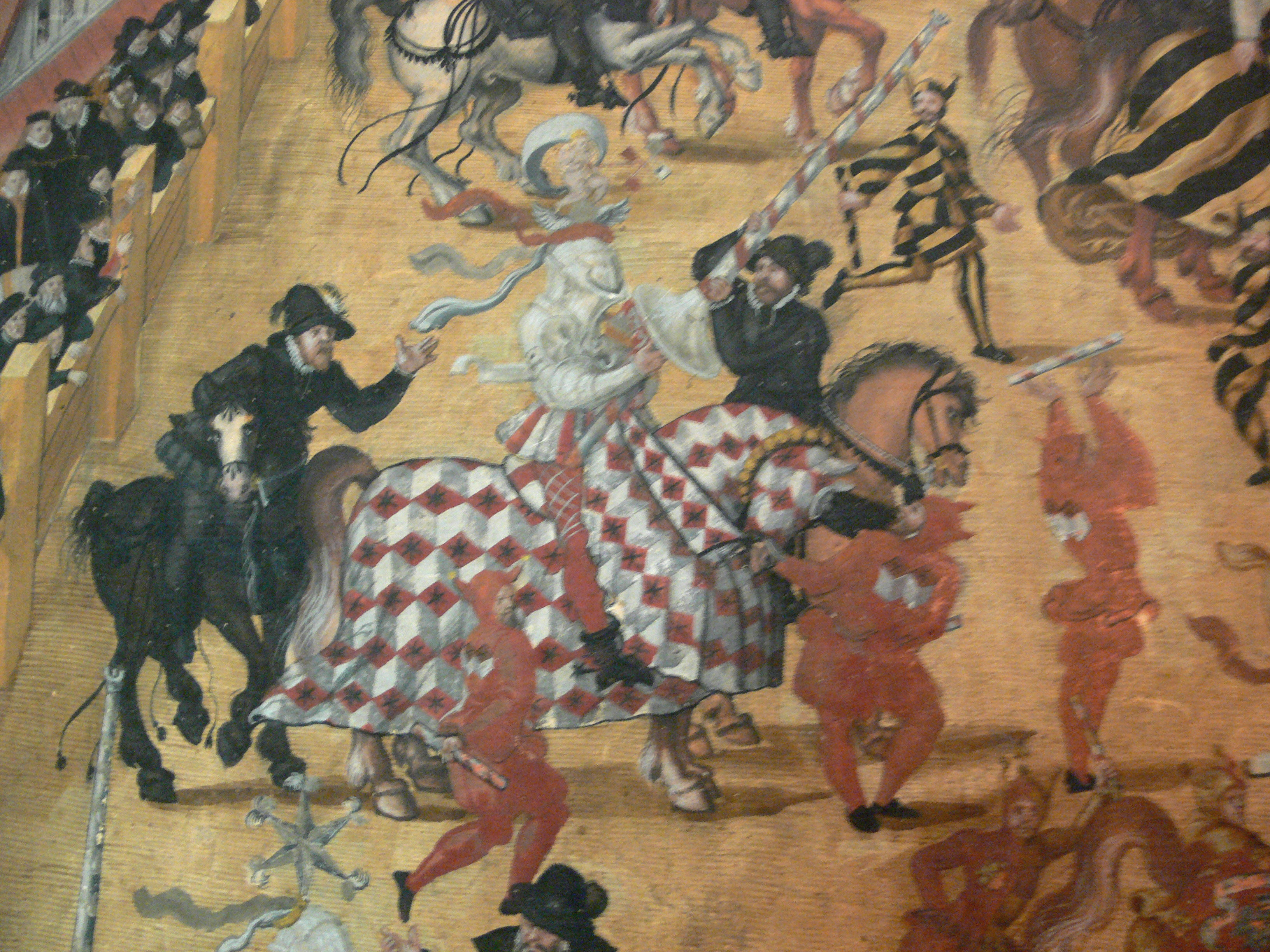
Rycerz w zbroi turniejowej na koniu przykrytym kropierzem
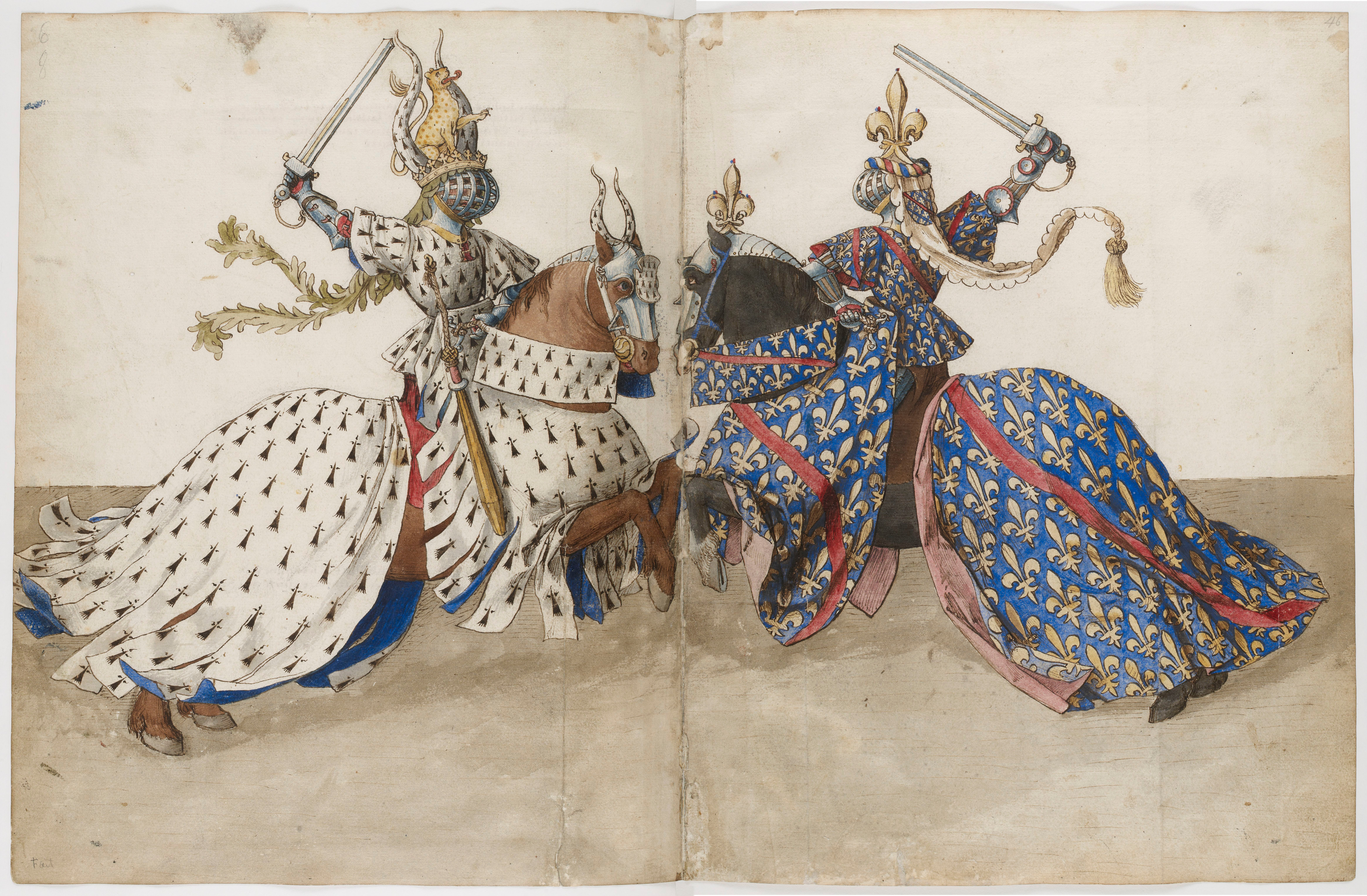
Przedstawienie rycerzy na koniach w kropierzach paradnych